# Битка при Волтурно
Битката при Волтурно (на италиански: Battaglia del Volturno) се състои на 1 октомври 1860 г. на бреговете на река Волтурно в Средна Италия, между Maddaloni и Санта Мария Капуа Ветере през Рисорджименто.
Джузепе Гарибалди със своите бунтовници „червените ризи“ побеждава Неаполитанското кралство.
В битката при Волтурно героично се сражава за независимостта на Италия гарибалдийска част с участието на банатски българи, под командването на българина подполковник Стефан Дуньов роден в банатското село Винга през 1816 г., която удържа натиска на многократно по-многоброен противник, след като в един момент на сражението съседните ѝ части отстъпват, а някои и се разбягват. Стефан Дуньов е ранен много тежко и едвам остава жив след ампутирането на левия му крак. За проявения в тази битка героизъм командваният от него отряд е наречен „полк Стефан Дуньов“, а самият Стефан Дуньов е първият българин в предосвобожденския ни период произведен във военното звание полковник. В свободна Италия той получава военни отличия, държавна пенсия и се препитава с научна, журналистическа дейност и адвокатска професия до смъртта си в град Пистоя през 1889 г. В Италия създава семейство и потомците му днес живеят там.